# Murina isodon
Murina isodon (Kuo & al., 2006) è un pipistrello della famiglia dei Vespertilionidi diffuso in Vietnam e a Taiwan.

## Descrizione

### Dimensioni
Pipistrello di piccole dimensioni, con la lunghezza dell'avambraccio tra 31 e 37,3 mm e la lunghezza delle orecchie tra 12,5 e 15 mm.

### Aspetto
La pelliccia è molto lunga, lanosa e si estende sugli avambracci, gli arti inferiori e i piedi. Le parti dorsali sono bruno-dorate, con la base dei peli scura, mentre le parti ventrali sono marroni chiare con la base scura e cosparse di peli bianco-grigiastri lungo il petto e l'addome. Le narici sono tubulari e prominenti. Le orecchie sono rotonde e con un profondo incavo a circa due terzi del bordo posteriore. Il trago è lungo più della metà del padiglione auricolare, largo alla base, affusolato, piegato all'indietro verso l'estremità e con una dentellatura alla base del bordo posteriore. Le ali sono attaccate posteriormente alla base del primo dito del piede. L'estremità della lunga coda si estende leggermente oltre l'ampio uropatagio, il quale è densamente ricoperto di peli grigio-argentati su entrambe le superfici. Il cariotipo è 2n=44 FN=50.

## Biologia

### Comportamento
Si rifugia probabilmente in tunnel.

### Alimentazione
Si nutre di insetti.

### Riproduzione
Una femmina con un feto è stata catturata nel mese di maggio.

## Distribuzione e habitat
Questa specie è conosciuta nelle zone montane dell'isola di Taiwan, sui monti Ngoc Linh,  e nel Parco nazionale di Hoang Lien, nel Vietnam settentrionale e centrale.
Vive nelle foreste di conifere e a foglia larga tra 1.000 e 2.400 metri di altitudine.

## Conservazione
La IUCN Red List, considerato che questa specie è stata descritta recentemente e ci sono ancora poche informazioni circa il suo areale, lo stato della popolazione, le minacce e i requisiti ecologici, classifica M.isodon come specie con dati insufficienti (DD).